# Ilê Axé Lajuomim
Ilê Axé Lajuomim terreiro de candomblé localizado no bairro Federação, Salvador, Bahia. Fundada em 1941 por Mãe Caetana Sowzer (1910-1993).
"A particularidade dos herdeiros de Bamboxê era a alternância entre o masculino e o feminino na direção do axé. É no terreiro de Felisberto Benzinho, no bairro Luiz Anselmo, que cresce a promissora Lajuomim, Mãe Caetana, profunda conhecedora dos preceitos do candomblé", segundo o historiador Jaime Sodré.
Mãe Caetana era neta de Rodolfo Martins de Andrade - Bamboxê Obiticô, filha de Felisberto Sowzer, foi ialorixá e fundadora dos terreiros Ilê Axé Lajuomim e Terreiro Pilão de Prata, em Salvador, Bahia.
- Haydée dos Santos, de Xangô, sobrinha de Mãe Caetana, e prima de Air José de Sousa, atual ialorixá do Lajuomim.